# ساوت آپ‌تاون (مینیاپولیس)
ساوت آپ‌تاون (به انگلیسی: South Uptown) یک منطقهٔ مسکونی در ایالات متحده آمریکا است که در مینیاپولیس واقع شده‌است. ساوت آپ‌تاون ۶٬۰۷۵ نفر جمعیت دارد.